# Hrabstwo Gem
Hrabstwo Gem (ang. Gem County) – hrabstwo w stanie Idaho w Stanach Zjednoczonych. Obszar całkowity hrabstwa obejmuje powierzchnię 565,75 mil² (1465,29 km²). Według szacunków United States Census Bureau w roku 2009 miało 16 437 mieszkańców. Jego siedzibą administracyjną jest Emmett.
Hrabstwo ustanowiono 15 marca 1915 r.